# 我们的六年
《我们的六年》，是一部2015年的美国电影，由Hannah Fidell執導 ，由泰莎·法蜜嘉、班·羅森菲爾德、琳赛·柏奇等人主演  ，该电影主要讲述一对儿恋人在经历了一些生活后，开始对彼此产生了怀疑的故事。

## 剧情
有一对儿恋人，最初他们的关系很甜蜜，但是在接下来的生活以及一些鸡毛蒜皮的事情中，逐渐开始厌恶起了彼此，并且二人还闹到了分手、出轨的地步。
虽说最后他们决定原谅彼此，但是他们却对是否要复合产生了怀疑……

## 演员
- 泰莎·法蜜嘉
- 班·羅森菲爾德
- 琳赛·柏奇
- 乔舒华·莱纳德
- 珍妮弗·拉弗勒
- 彼得·瓦克
- 丹娜·维勒尔-尼科尔森

## 備註
1. ↑  这部电影最初于 2015 年 3 月 14 日在电影节全球首映
2. ↑  .   [2022-01-18]. （原始内容存档于2022-01-18）.
3. ↑  2015 年 9 月 8 日在Netflix上全球发售
4. ↑  .   [2022-01-18]. （原始内容存档于2017-05-02）.
5. ↑  .   [2022-01-18]. （原始内容存档于2017-08-23）.
6. ↑  .   [2022-01-18]. （原始内容存档于2022-01-18）.